# Aguante Baretta
Aguante Baretta fue una banda de rock argentina formada en 1992 y disuelta en 1998. Grabaron tan solo un álbum en su historia con diversos géneros como funk, malambo, flamenco y rap.

## Historia
Este grupo mezcló diversos géneros musicales como a la vez, agregándole toques de humor. El nombre surge del fanatismo que sentían sus integrantes por la serie de televisión policial de la década de los 70, Baretta. 
Originarios de la zona de Colegiales, grabaron su primer y único álbum, titulado Gumersinda come back en 1995; que contiene doce temas con estilos variados y filoso humor. Este álbum contiene la canción Rap del portero; cuyo video musical tiene como protagonista al conductor y escritor Eduardo de la Puente. La banda se separó en 1998. el 5 de marzo de 2013, los exintegrantes anunciaron su posible regreso a los escenarios.

## Integrantes
- Pil Baretta (Sergio Serebrinsky): voz
- Iván Baretta (Iván Cherjovsky): Guitarra
- Náspid Baretta (Fernando Gómez Carchak, aka Náspid Franzapán): Bajo y Voz
- Nicolás Costello (Nicolás Abervuj): Percusión y Voz
- Germán Baby Baretta (Germán Boco): Batería y Armónica
- Fierats (Sebastián Ardanaz): Saxo

## Discografía

### Gumersinda come back (1995)
Lista de temas
1. Mocoso de Mierda
2. Gumersinda come back
3. Heidi (Un día en la pradera)
4. Aguante Baretta
5. Rap del portero
6. Apagalachala
7. Petrona (dedicada a Doña Petrona)
8. Piluso quiso volar (dedicada a Alberto Olmedo)
9. Gato
10. The cuero's ring
11. Arturo
12. Señor, señor, señor